# Oxyopes rajai
Oxyopes rajai är en spindelart som beskrevs av Saha och Dinendra Raychaudhuri 2003. Oxyopes rajai ingår i släktet Oxyopes och familjen lospindlar. Inga underarter finns listade i Catalogue of Life.